# 林文明
林文明（1833年11月5日—1870年4月17日），字利卿，台灣清治時期彰化縣阿罩霧庄（今臺中市霧峰區）人。霧峰林家第五代，清代台籍將領，與兄長林文察參與平定太平天國與戴潮春事件的戰事，官拜二品副將，並於林文察死後擔任霧峰林家的宗長，大力擴充家業。但因得罪公家與民家，屢遭訴訟，最後被專員凌定國當庭斬殺。

## 生平
林文明生於1833年，為林定邦次子，林文察之弟，身形魁梧。1850年，林媽盛（林和尚）因綁架林定邦族人林連招，而與林定邦發生衝突，結果衝突之中林定邦中彈被殺。這時，時年十七歲的林文明與哥哥林文察率人擊殺之以報父仇，因而使兩人被官府通緝，但似乎未被審判定罪。
1854年，林文明可能同林文察協助平定小刀會戰事，而獲得官府赦免。1856年六月間，林文明考取了彰化縣學武庠。1861年太平軍攻入閩西，林文察領軍收復長汀、連城等縣，林文明即以武生身分領軍作戰，表現傑出，得以晉升為千總，並獲留閩儘先補用。1862年，林文明與哥哥林文察會師龍泉，展開第二次支援浙江戰事的軍事行動。這次行動中，林文察發揮高明的軍事才能，成功擊潰擁有兵力優勢的太平軍，並收復遂昌、松陽、處州等地，而林文明也因戰功優異，於該年晉升參將。

### 平定戴潮春事件
同年，戴潮春事件爆發，林文明於7月28日請假回臺保鄉兼平定亂事，並於八月與九月之間返回臺灣。之後於外新庄、阿罩霧庄（今臺中市核心、霧峰區一帶）展開激戰，擊退戴潮春軍，然後轉自翁仔社（今臺中市豐原區），與當地勇首羅冠英合作，合力掃蕩石岡仔、葫蘆墩等地的敵軍，然而此戰後，林文明以彈藥不足為由，返回阿罩霧。經多次催促後，善後總局補發火藥4,000斤、子彈2,000斤，而林文明於12月11日再度呈請福建巡撫徐宗幹補發積欠的安家銀19,000兩與口糧費10,000兩，但這些錢始終未撥款下來。由於之前於浙江作戰時兩人已為臺勇安家銀之事發生摩擦，這次欠款問題導致當日主管善後局的福建布政使丁曰健和林家的關係更加惡化。
1863年1月29日，林文明率300兵勇攻打樹湳，並於5月28日派叔叔林奠國率600人同義首羅冠英等人南北圍攻戴軍重鎮四張犁，一番激戰後於5月31日收復該地。但由於軍費仍未解決，林文明再度停止進攻。
1864年8月3日，林文察請假回臺保鄉兼平定亂事，並於八月與九月之間返回臺灣。他以福寧鎮總兵的身分指揮南路各軍，並命林文明南下收復沿海一帶，並與他、徐忠標等軍會師麥寮，然後直攻彰化城。12月1日，彰化收復，林文明前往八里杙斷水沙連等對敵軍的援助，並防範戴軍四塊厝庄林日成騷擾。而後，林文明請求林文察率軍支援四塊厝庄戰事，兩人則於1865年1月19日發動攻擊，經過一番苦戰後，林文察架砲台連日砲轟，於2月6日斬殺林日成，大致平定戴潮春事件。此戰林文明表現傑出，晉升為副將，並賞戴花翎。
1864年，林文察將平定內山的軍務交付林文明，並於9月15日令林文明執行軍務。

### 成為林家家主

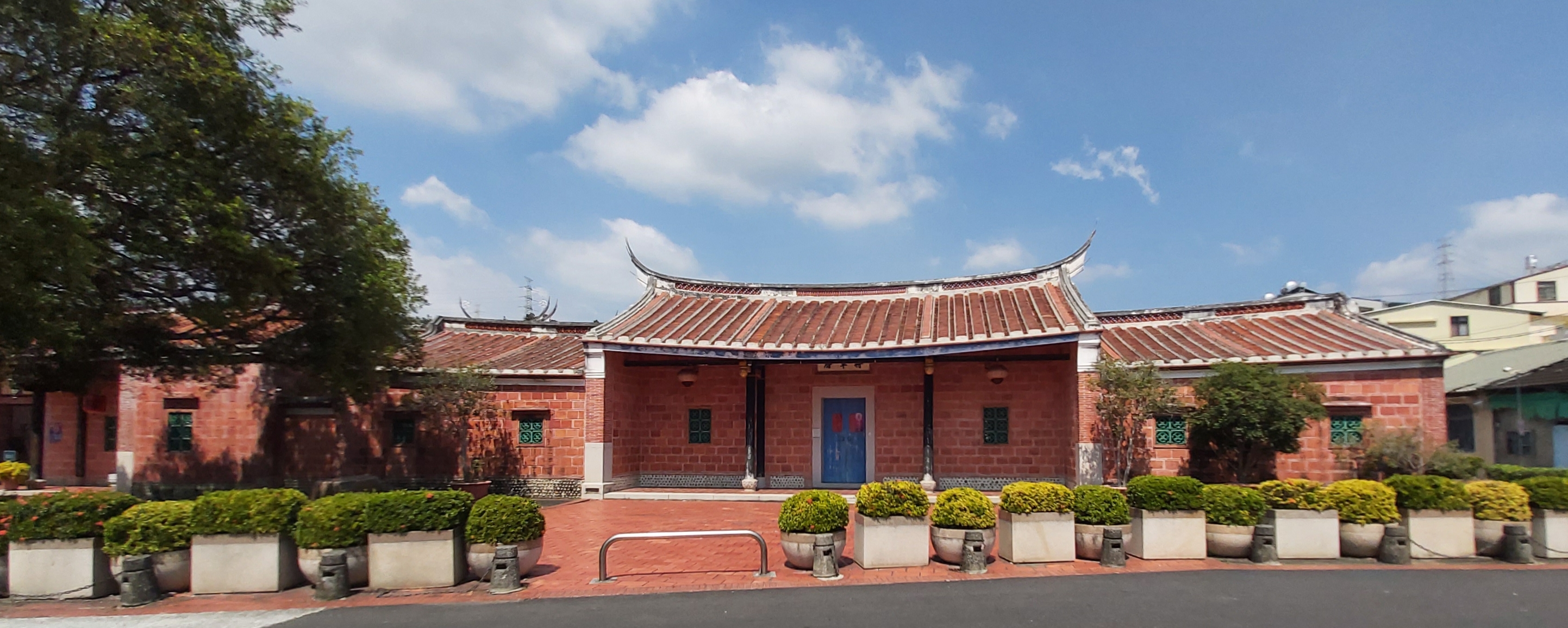
林文明在臺中霧峰的故居——霧峰林宅二房厝「將軍府」

1864年十月，林文察赴福建作戰，旋於12月1日戰死於漳州萬松關。林文明身為家中輩分最高（活著的人僅有頂厝系的林奠國輩分上比他大，但此時林奠國因案滯留福州）與官位最大者，自然成為霧峰林家的家主。由於受到臺灣兵備道丁曰健的壓迫，林文明於戴潮春事件時立下的功勳被刻意忽視，而其在台灣的軍務也在林文察死後被收回，使其在官場上難以更上層樓，因而將重心轉為家族社會經濟地位的擴張與提升之上。
1864年，林文明利用處理戴潮春事件叛產（即與事者的財產）的機會，以補償軍費為由強制徵收八里杙叛產租穀為私產，並代管萬斗六的叛產，另外可能謀取部分罰捐（即與事者家族繳納之抵罪錢）與林日成4000餘石的產業。除此之外，林氏族人也利用機會大筆收購或侵占林應時、洪壬厚等與林家敵對家族之土地，從而躍升為台灣中部最大的地主。除此之外，林氏家人也利用姻親和宗親活動強化自身的社會地位。
林氏過於招搖的舉動自然引發其它家族的不滿。1865年和1866年各有一起案子，控訴林文明侵占田產與俘的女子為婢女，但至1867年起，以萬斗六洪家和林日成家人為主要呈控人的案件大量增加，內容主要控訴林文明在戴潮春事件期間藉攻打庄厝時侵占他人田產或擄掠女子。面對這波控訴，林文明也不甘勢弱，一方面說自己遭到不白之冤，另一方面指控林洪兩家行為仍有不軌之處。由於林家身為平定事件功臣，在這波官司中獲得優勢，使其中多數官司無疾而終。然而，與林應時的官司卻難以解決，甚至1869年三月這些案件交由台灣府審理後仍未能解決。
民間官司之外，官府也對林家勢力坐大感到畏懼，進而試圖整肅林家。1869年五月楊在元北上巡視時，林應時同其他族人與洪家向他控訴林文明的行徑，而楊在元也藉機鼓勵他人指控林家。而林文明見此情形，試圖向楊在元申辯，但卻遭到嚴厲駁斥。雖然如此，林文明仍試圖向各官府抗爭，以表明自己的清白。

### 冤案慘死
1869年九月，林家接連不斷的官司纏訟和抗爭終於惹惱了官府，時任閩浙總督的英桂決定派專員查辦林家，並任命楊在元為台灣鎮總兵，黎兆棠為臺灣兵備道，以順利完成整肅林家的任務。不久，英桂指派候補知府，親丁曰健派的凌定國為專員，並於十月抵達彰化，隨即展開審理工作。凌定國將有關林家的舊案全部翻出，共列出47件案子，並展開長達數月的審理，然而至隔年正月時，林家仍佔上風，林文明更提出銷案的請求，因而導致此次以「整肅」林家為目的的審判局勢大變。
1870年2月16日（同治9年），楊在元與黎兆棠密令凌定國處決林文明，加上當年三月時凌定國勒索林家八千兩未果，終導致林文明喪命；4月17日，凌定國於彰化縣公堂上，突然以林文明霸佔他人產業不還，並率領族人入堂搗亂為由，當場斬殺林文明，林文明時年38歲。

## 後續影響
林文明被斬後，林家頓失台柱，同時陷入混亂之中，而官府也已部屬兵力，打算趁林家叛亂時予以剿滅。當消息傳回林家後，部分家人率領數百人攻打彰化縣城，但半路上因自家人（一說是堂弟林文鳳或一老僕，而官方說法是林母戴蔥娘夫人，但林母本人否認）的勸說，退兵返家，終未發生叛亂事件，而林家也避免踏入滅族的陷阱。
之後，林家展開歷經兩代，長達15年的法律控訴，並曾四度前往北京控訴審案官員失職，而被控官員也無所不用其極，利用其它民訴等方式打擊林家。如此一來一往，林家也逐漸了解到此案之政治陰謀，勝訴無望，加上當事人戴䓤娘夫人與林文明叔父林奠國相繼去世，林文察長子林朝棟接掌家務，過去恩怨逐漸淡去，而官司費用也所費不貲。最後在種種安排下，1885年在劉銘傳協助下最後一次提請燕京伸冤，然而朝廷仍維持原判，於是林家從此打住，此案終告一段落。
林文明藉著戴潮春事件的善後處理，為霧峰林家打下了雄厚的財力基礎，並透過聯姻等方式強化其社會地位，但之後引來的大量官司卻給予官府整肅林家的機會，並藉由處決林文明布下消滅林家的契機。然而林家成功躲過圈套，改以法律訴訟的方式為林伸冤，最後雖未成功，但仍避過難關，再度於清末崛起中興。

## 登場作品
- 《阿罩霧風雲I：抉擇》（2013年、安可電影、演出：張哲豪）
- 《疑霧公堂》（2019年、 公共電視、演出：黃鐙輝）[5]
- 《林默娘掛帥》系列（歌仔戲，企劃、編劇：王博睿）
- 《洪旗婆》（2025年、李靜芳歌仔戲團）